# Wout Thielemans
Wout Thielemans is een Vlaams scenarist.

## Carrière
Wout Thielemans werkte mee aan verscheidene Vlaamse televisieseries als scenarist:
- F.C. De Kampioenen (1995-2001, 2008-2011)
- Thuis (1996)
- Hof van Assisen (1998)
- Witse (2004-2008)
- Het Park (1993)

Thielemans is in de eerste plaats bekend als scripteditor en werkte in die hoedanigheid mee aan enkele van de succesvolste Vlaamse televisieproducties ooit:
- Thuis (2000-2002, 2009-)
- Witse (2003-2008)
- Het Park (1992-93)
- F.C. De Kampioenen (1991-2001, 2006-2011), opvolger van bedenker Luc Beerten als scripteditor
- Hof van Assisen (1998)
- Urbain (2003)

Als docent Scenario aan het RITS leidde hij ook verschillende succesvolle jonge scenaristen op, zoals Bas Adriaensen (Witse, Vermist, Sedes & Belli), Nathalie Haspeslagh (Thuis, Katarakt) en Hilde Pallen (Flikken, Thuis, Kinderen van Dewindt).